# Boney M
 (срп. Бони ем) су диско група коју је створио немачки музички продуцент Франк Фаријан. Састав је каријеру започео 1975. у Западној Немачкој. Чланови су му били Јамајчанке Лиз Мичел и Марша Берет, Мејзи Вилијамс са Монтсерата и Боби Ферел са Арубе. 
Франк Фаријан је певао мушки вокал у студију, док је Боби Ферел певао на живим наступима. Године 1978. Фаријан је интервјуу навео да ни Мејзи Вилијамс није певала у студијским верзијама албума. На концертима су певала сва четири члана састава, којима су помагали пратећи певачи. 
Највећу популарност имали су током диско ере крајем 1970-их. Највећи хитови су им били: Daddy Cool, Sunny, Ma Baker, Belfast, Rivers of Babylon, Brown Girl in the Ring, Rasputin, Gotta Go Home, El Lute...

### Студијски албуми
| Година | Назив                                        |
| ------ | -------------------------------------------- |
| 1976.  | Take the Heat Off Me                         |
| 1977.  | Love for Sale                                |
| 1978.  | Nightflight to Venus                         |
| 1979.  | Oceans of Fantasy                            |
| 1981   | Boonoonoonoos                                |
| 1981.  | Christmas Album                              |
| 1984.  | Ten Thousand Lightyears                      |
| 1985.  | Eye Dance (Boney M. featuring Bobby Farrell) |